# Cannes
Cannes je grad i općina na Francuskoj rivijeri koji se nalazi u departmanu Alpes-Maritimes.
Centar je zimskog i ljetnog turizma, festivala, kongresa, sajmova na Azurnoj obali.

## Demografija
Broj stanovnika grada Cannesa po popisu iz 1999. bio je 67 304 (oko 69 700 stanovnika po procjeni iz veljače 2004.). 

## Zemljopis
Cannes se nalazi na Azurnoj obali. Poznat je po svojim prekrasnim pješčanim plažama koje su većinom javne.

## Povijest
Stoljećima je bio malo ribarsko selo sve do dolaska Napoleona 1815. koji je bježao s Elbe. Najstariji dio naselja bio je na brdu, opasan zidinama koje su ga štitile od napada.
Kao turističko središte Cannes se počeo razvijati tek nakon što je lord Brougham tu sagradio svoju vilu 1839. Naime, taj britanski državnik otkrio je ovo mjesto dok je sa svojom kćerkicom krenuo u Nicu na odmor, ali kako je jugom Francuske vladala kuga, skrenuo je u taj mali ribarski gradić i oduševio se njegovom pješčanom plažom. Odlučio je financijski pomoći u njegovom turističkom razvoju – elitnom turizmu.

## Kultura
Ono najvažnije u Cannesu je filmski festival ( franc. Le Festival de Cannes) – najprestižniji filmski festival na svijetu. Prvi je put održan od 20. rujna do 5. listopada 1946. i od tada se održava svake godine u mjesecu svibnju. Najprestižnija nagrada festivala je Zlatna palma (Palme d'Or) koja se dodjeljuje za najbolji film.
Zanimljivo je da je najviše dobara na ovom području arapsko i kraljevsko. Svatko bi pomislio da su vlasnici ovih rezidencija i vila, koje izgledaju poput onih u 1001 noći presretni, no ako se netko odluči na prodaju apartmana neće to lako učiniti. Cijene apartmana se kreću oko 5 mil. $ po apartmanu, a svaki stan uključuje individualni bazen. 
Za Cannes možemo reći da nosi auru glamura, profinjenosti i ekskluzivnosti; od predivnih plaža do mnogobrojnih kasina koji su na ovom području prisutni još od 1920. (vezano uz casino, rekord koji je postavljen ovdje u Cannesu je 16 mil. $ izgubljenih na ruletu u samo jednom potezu, a ponosni vlasnik rekorda je gulfski šeik).

## Znamenitosti
Cannes je najpoznatiji po svojoj 2,5 km dugoj pješčanoj plaži, širokoj 20 m, tj. bulevaru (Boulevard de la Croisette). Na glasu je kao jedna od najljepših svjetskih promenada koju okružuju luksuzni hoteli, galerije, butici i ostale skupe glamurozne trgovine. Inače ovaj bulevard obilježavaju i visoke palme i cvjetni „kreveti“ koje tijekom godine održava 130 stalno zaposlenih vrtlara. Plaže su privatne, u vlasništvu hotele i namijenjene samo za njihove goste. (Danas ljudi koji posjećuju Cannes i šeću ovom promenadom u principu dolaze tek toliko da vide „koga još ima)“
Najluksuzniji hotel je Carlton hotel koji se nije promijenio ni malo već 80 godina. Njegov najpoznatiji dio su dvije kupole koje su modelirane po uzoru na grudi La Belle Otero, famozne kurtizane tog vremena. Te kupole smatraju se simbolom Cannesa isto kao što se Big Ben smatra simbolom Londona.

## Zanimljivosti
Također postoji jedna priča vezana uz Vojvodu od Windsora, kada je bio princ od Walesa; na jednom od svojih mnogobrojnih posjeta Cannesu 1930. namjerno je uspavao stražare (vjerojatno nekom tekućinom) i kada su se nakon nekog vremena probudili nastala je velika panika pa su svi dvorani i stražari krenuli u potragu za princem. Obišli su sve njegove omiljene restorane, butike, plaže, hotele, ali ga nisu uspjeli pronaći. Napokon se nakon 4 sata potrage netko sjetio da ne bi bilo zgorega pretražiti i ne tako blještavi i otmjeni dio grada te krenu u smjeru tržnice i Stare Luke gdje je našao budućeg kralja engleske kako sjedi na suncu i jede morske plodove u umaku od češnjaka. Zadovoljan i presretan što je na nekoliko sati osjetio slobodu i živio kao običan čovjek, budući kralj je rekao: „Cannes je kao predivna žena, šarmantan, a opet prepun tajni“.

## Vanjske poveznice
|  | Zajednički poslužitelj ima još gradiva o temi Cannes |

|  | Portal Francuske – Pristup člancima s tematikom o Francuskoj. |